# Posle Nas
Posle Nas (ros. После нас) – singel piosenkarki rosyjskiej Leny Katiny. Został wydany 4 marca 2018 roku niezależnym nakładem i udostępniony w sprzedaży cyfrowej oraz serwisach streamingowych. Jest zapowiedzią trzeciego albumu studyjnego artystki. Utwór utrzymany jest w stylistyce popowej.

## Promocja
Wydanie singla zostało poprzedzone obrazowym teledyskiem przedstawiającym wspomnienia z działalności Katiny w t.A.T.u. W nagraniu poza artystką uwieczniony został Iwan Szapowałow i Julija Wołkowa.

## O utworze
Lena Katina wypowiedziała się o piosence, nawiązując do swojej kariery w duecie t.A.T.u. i działalności muzycznej po aktywności zespołu:

Gdybyś miał możliwość powtórzenia tego życia – czy powtórzyłbyś je? (...) Świat wydaje się niekończącą się drogą do przyszłości, gdy masz szesnaście lat (...). Czasem masz szczęście i możesz stworzyć coś wyjątkowego, coś, co może zmienić ten świat na lepsze ... jak t.A.T.u. Muzyka uwalnia, wiesz o tym. Muzyka może być „głosem”  tych, którzy nie są słyszani lub nie chcą słyszeć. I co najważniejsze, jest w stanie nas zjednoczyć (...)! Dziś ta muzyka jest moim „dziękuję”  za waszą miłość. I to dziękuję nie tylko ode mnie, ale także od t.A.T.u, ponieważ po nim, po nas – ty i twoja miłość zostaniecie (ze mną)! Wszystko na świecie traci swoją siłę, jeśli nie opiera się na miłości. Dziękuję za wsparcie, które zawsze odczuwałyśmy, za każdą odpowiedź na nasze piosenki z całego świata. Wspomnienia t.A.T.u na zawsze pozostaną nostalgiczne w moim sercu. PO t.A.T.u ... PO NAS, będzie muzyka .. NA ZAWSZE PO NAS.

## Twórcy
Opracowano na podstawie materiału źródłowego.
| Autorzy - Lena Katina – wokal - Oleg Drofa – tekst - Ewgeny Bednenko – kompozycja |  | Inni - Ivan Martin – produkcja |